# Айсэкс, Уолтер
Уолтер Айсэкс (англ. Walter Isaacs) — британский велогонщик, бронзовый призёр летних Олимпийских игр 1908.
На Играх 1908 в Лондоне Айсэкс соревновался только в тандеме. Вместе с Колином Бруксом они заняли третье место и получили бронзовые медали.